# Annona contrerasii
Annona contrerasii es una especie de planta perteneciente a la familia Annonaceae. El epíteto específico hace referencia a José Luis Contreras Jiménez, botánico mexicano que ha hecho valiosas contribuciones al conocimiento de la flora de Guerrero, y quien realizó la primera colecta de la especie nueva.

## Clasificación y descripción
Árboles o arbustos de (1,5-) 3-5 m de alto, ramillas jóvenes cubiertas densamente por tricomas pluricelulares, adpresos y ferrugíneos, ramas glabrescentes o glabras. Hojas de 6,6-14,5 cm de largo; láminas de 6-14,4 x (0,7-) 0,9-1,8 cm, lanceoladas; venas laterales con (6 -)10-14(-17) pares, que se curvan ligeramente hacia el ápice de la hoja, ápice agudo a acuminado, base largamente atenuada, glabras o glabrescentes, con tricomas pluricelulares adpresos blancos o ferrugíneos; pecíolo de 0,6-4 mm de largo. Inflorescencias internodales, con flores solitarias o en pares, pedúnculo de 4,2-5,5 mm de largo, pedicelo de 5,6-10 mm de largo, bráctea de 3,6-3,8 mm de largo, ovado-triangular, acuminada; bracteola de 1,6-1,7 mm de largo, anchamente ovada, acuminada. Flores con sépalos de 3,8-4,2 x 4,2-4,5 mm, trulados, ápice apiculado, esparcidamente pilosos, glabrescentes, margen piloso; pétalos libres, los externos 3, verdes o verde-amarillentos, valvados, ovados, de 18,7-22 x 11,1-11,5 mm, ápice acuminado, superficie abaxial ligeramente pilosa, superficie adaxial glabra, los pétalos internos 3, de 11,6-15 x 3,25-5,5 mm, blancos o amarillos, rómbicos, ápice agudo, base decurrente, glabros; receptáculo cortamente cilíndrico; estambres numerosos (más de 100), de 1,85-2,5 mm de largo, apéndice apical prismático con la parte superior cubierta de papilas blanco-amarillentas; carpelos 59-72, pistilos de 1-1,4 mm de largo, glabros. Frutos inmaduros cónicos, de 2,7-3,4 x 2,3-2,6 cm, areolas ligeramente muricadas. Semilla madura desconocida.

## Distribución
Solamente se conoce del estado de Guerrero, México.

## Hábitat
Habita en los bordes arenosos de los ríos de La Unión y Balsas, asociada a vegetación riparia con selva baja caducifolia o a selva baja caducifolia perturbada a 50-178 m s. n. m. de altitud; suelo aluvial (arenoso).